# Dankersen

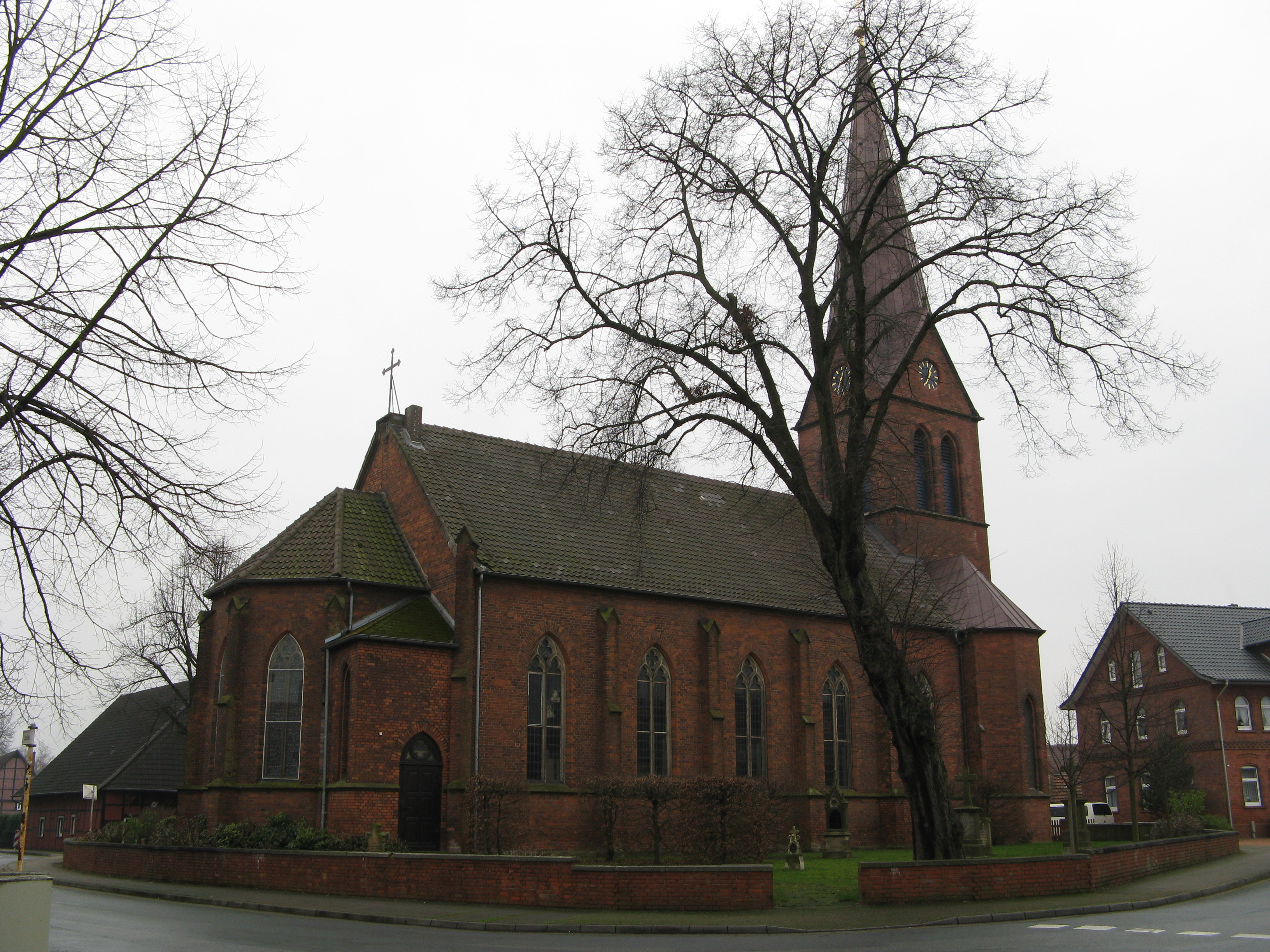
Dankerser Kirche

Dankersen ist ein östlich des Wasserstraßenkreuzes gelegener Stadtteil der ostwestfälischen Stadt Minden in Nordrhein-Westfalen, direkt an der Landesgrenze zu Niedersachsen.

## Geographie
Dankersen wird durch die Bahnstrecke Hannover–Minden in zwei Teile gespalten, die durch eine Unterführung miteinander verbunden werden. Das Viertel besitzt einen alten Dorfkern mit eigener Kirche, die 2006 restauriert wurde. Es bestehen noch viele Fachwerkhäuser aus dem 19. und 20. Jahrhundert, die teilweise noch in einem sehr guten Zustand sind. Ebenfalls gibt es noch rund zehn Bauernhöfe, von denen drei Vollerwerbshöfe sind (Stand 2006). Nördlich des Mittellandkanals liegt der Hasenkamp, ein Ortsteil Dankersens, der aus einer alten Bauerschaft hervorgegangen ist.

## Geschichte
Der Ort wurde urkundlich Ende des 11. Jahrhunderts als Stammsitz der Familien Dankersen (Thancwardessen) erstmals erwähnt. 1390 wurde das Dorf Dankersen vom Mindener Bischof Otto III. von Schalksberg an Nikolaus von Hilwardingshausen (Hilferdingsen) verpfändet. Dankersen gehörte bis zu den Napoleonischen Kriegen zur Vogtei Übernstieg im Amt Hausberge des Fürstentums Minden. Der Ort gehörte von 1807 bis 1813 zum Kanton Windheim des napoleonischen Satellitenstaats Königreich Westphalen und kam 1816 zum neuen Kreis Minden. Bis 1972 bildete Dankersen eine Gemeinde im Amt Windheim des Kreises. Die aus roten Backsteinen erbaute Dorfkirche (St. Peter und Paul) wurde 1860 anstelle einer zu klein gewordenen Dorfkapelle errichtet. Ursprünglich ein typisches ostwestfälisches Dorf, geprägt durch die Landwirtschaft, wurde Dankersen am 1. Januar 1973 eingemeindet. Einige alte Fachwerkhäuser sind noch erhalten.

## Bildung
Die Grundschule Dankersen-Leteln (ehemals Grundschule Dankersen) ist die älteste Grundschule Dankersens. Sie ging aus der ehemaligen Volksschule hervor. Daneben gibt es die Primus-Schule, die ein besonderes Bildungskonzept verfolgt. Die einzige weiterführende Schule ist eine Zweigstelle der Kurt-Tucholsky-Gesamtschule Minden.

## Sport
Dankersen ist die Heimat des Handball-Bundesligisten Grün-Weiß-Dankersen.

## Rotwildbezirk
Alle Gebiete Dankersens nördlich des Mittellandkanals und östlich der Bundesstraße B 482 gehören anteilig zum Rotwildbezirk Minden, dem einzigen Rotwildbezirk des Kreises Minden-Lübbecke.

## Vereine
In Dankersen ist der DRK-Ortsverein Dankersen beheimatet.

## Infrastruktur
Der Mittellandkanal führt durch Dankersen.

### Verkehr
Der Haltepunkt Dankersen befand sich an der Bahnstrecke Nienburg–Minden. Dieser wird aber nicht mehr bedient. Alle Züge passieren Dankersen ohne Halt.
Seit 2017 wird die Bahnstrecke zum Schutze der Bevölkerung durch eine Lärmschutzwand isoliert.

## Söhne und Töchter der Gemeinde
- Erich Riebartsch (1902–1986), römisch-katholischer Theologe
- Friedrich Spannuth (* 1937), Handballspieler und -trainer
- Herbert Lübking (* 1941), Handballspieler
- Heinrich Dietmar Borcherding (* 1942), Landrat des Kreises Minden-Lübbecke von 1984 bis 1999
- Horst Bredemeier (* 1952), Handballtrainer und -manager